# Магнус III
Магнус III Босоногия (на старонорвежки: Magnús Óláfsson; на норвежки: Magnus Olavsson) е крал на Норвегия в периода 1093 – 1103.
Син е на крал Олаф III Тихия и наложницата му Тора. Управлението на Магнус III е ознаменувано с опит за възраждане на агресивната експанзия на викингите и води към създаване на норвежка империя в Ирландско море и северната част на Британските острови. След смъртта на Магнус в Ълстър, създадената от него империя се разпада. Съществуват няколко версии за прозвището му. Според най-разпространената и правдоподобна то идва от привързаността му към носенето на галски одежди, първообраза на килта.

## Крал на Норвегия
През 1093, след смъртта на баща си Олаф III Тихия, Магнус е провъзгласен за крал на Норвегия.
По същото време жителите на Оплан, провъзгласяват за крал братовчед му Хокон Магнусон – сина на Магнус II.
Поради това Хокон се отправя към столицата на Норвегия, Тронхайм, за да поиска разделяне на Норвегия между себе си и Магнус III, както по-рано правят и техните бащи. Това искане е признато за справедливо. Ставайки конунг Хокон отменил редица данъци. Неговото поведение предизвикало недоволство у съуправителя Магнус III и между двамата се породил конфликт.
В края на 1093 г. Хокон и Магнус започват да се готвят за война помежду си и да събират войска. Когато през зимата на 1094 Хокон Магнусон неочаквано починал, неговите поддръжници не сложили оръжие. Оглавявани от Торир от Стейг, възпитателя на Хакон, метежниците разбили опълчението в Северна Норвегия и разграбили крайбрежието. Магнус III бързо потушил бунта. Ярл Торир и много от заговорниците били убити, а останалите били сурово наказани.

## Семейство
Магнус бил женен за Маргарет, дъщерята на шведския крал Инге Стария, като част от сключения мирен договор от 1101 г. Бракът им бил бездетен.
Но той оставя деца от различни свои наложници:
- Йойстейн I от майка от незнатно потекло с неизвестно име
- Сигурд I Кръстоносеца от наложница на име Тора
- Олаф Магнусон от Сигрид Сакседотер
- Рагнхилда, омъжена за сина на датския крал Ерик Евергут

Години след смъртта на Магнус Босоногия се появили и други, които претендирали, че са негови незаконородени деца:
- Харалд IV Гиле
- Сигурд Слембе